# 朝鲜上古史
《朝鲜上古史》是一部由申采浩于1931年编写的朝鲜半岛历史书籍。 该书涵括朝鲜半岛从檀君朝鲜的建立到百济的灭亡这一段朝鲜半岛历史范畴。 《朝鲜上古史》最初是1931年开始陆续刊登在《朝鲜日报》上。1948年被以成书的形式出版。 《朝鲜上古史》共分11章。